# Lý Sư Sư
Lý Sư Sư (chữ Hán: 李師師, bính âm: Li Shishi) là một nhân vật truyền kỳ cuối thời Bắc Tống, tuy không được ghi chép trong chính sử nhưng được biết đến nhiều trong giai thoại dân gian Trung Quốc. Nàng là cô gái tài sắc song toàn, dung mạo đẹp như tiên, cầm kỳ thi họa đều giỏi.

## Giai thoại
Theo giai thoại dân gian, thì Lý Sư Sư là người Biện Kinh, cha là một thợ nhuộm tên là Vương Dần (王寅). Mẹ mất ngay khi mới sinh, cha nàng chỉ dùng sữa đậu nành để nuôi lớn. Đến 4 tuổi thì cha cũng qua đời, vì vậy nàng lưu lạc từ nhỏ, được một gia đình họ Lý nhận nuôi nên mới đổi tên là Lý Sư Sư.
Với nhan sắc trời phú và tài hoa, Lý Sư Sư nhanh chóng trở thành một danh kỹ thời Bắc Tống, nổi tiếng dịu dàng, phong nhã. Nhiều danh sĩ cũng từng giao thiệp với nàng như Chu Bang Ngạn (周邦彦) và Tiều Xung Chi (晁衝之) đến nhà đàm luận văn chương, trao đổi thi từ. Tống Huy Tông nghe danh nàng, cũng tìm đến: Danh kỹ Lý Sư Sư ở ngõ Kim Tuyến trong thành Đông Kinh, tài nghệ và dung mạo đều tuyệt trần. Huy Tông từ những năm Chính Hòa về sau, thường vi hành ngồi kiệu nhỏ, với vài nội thần dẫn đường đến chơi nhà Lý Sư Sư..
Năm 1125, khiếp sợ trước áp lực của quân Kim, Tống Huy Tông từ ngôi, truyền vị lại cho Thái tử Triệu Hoàn, tức Tống Khâm Tông. Lý Sư Sư vì thế cũng bị thất sủng. Đại Tống Tuyên Hòa di sự cho rằng Lý Sư Sư từng được Tống Huy Tông phong làm Doanh Quốc Phu nhân (瀛国夫人), còn gọi là Lý Minh phi (李明妃); nay mất chỗ dựa, bị phế làm thứ dân, và đuổi khỏi cung, nhà cửa, gia sản đều bị tịch biên. Lý Sư Sư ngoại truyện (李师师外传) cho rằng, nàng đã đem hết của cải được ban tặng khi xưa, giao nộp cho phủ doãn Khai Phong, xung vào của công để giúp quân lương ở Hà Bắc.
Năm 1127, quân Kim công phá Biện Kinh. Từ đó, không còn ai nghe tung tích của nàng nữa.

## Trong văn học
Những câu chuyện về Lý Sư Sư tuy không thấy trong chính sử, nhưng trong dã sử hay các thoại bản dân gian thì có thể thấy rất đầy đủ và sinh động. Tùy vào mục đích của mình, các tác giả truyền kỳ đã thêm bớt và tạo ra rất nhiều kết cục cho nhân vật này.
Trong Thủy hử, tác giả đã viết về quan hệ mật thiết giữa Lý Sư Sư với việc chiêu an Tống Công Minh và các anh hùng Lương Sơn Bạc. Sách "Úng Thiên tỏa ngữ" cũng chép: "Tướng giặc ở Sơn Đông là Tống Giang, tính chuyện quy thuận, bèn trốn đến Đông Kinh tìm gặp Lý Sư Sư.". Sau này, Lý Sư Sư do mối tình sâu nặng với lãng tử Yến Thanh (một trong 108 vị hảo hán Lương Sơn) nên đã bỏ vinh hoa phú quý để phiêu bạt và ở ẩn cùng với ông.
Danh sĩ Sử Mộng Lan đời Thanh từng có bài thơ Vi Tống diễm đề từ (為宋艷題詞 - Đề từ cho bức tranh người đẹp đời Tống), mượn chuyện Lý Sư Sư để châm biếm Tống Huy Tông như sau:
宋史高標道學名
風流天子卻多情
安安唐與師師李
盡得承恩入禁城
(Tống sử cao tiêu đạo học danh,
Phong lưu thiên tử khước đa tình.
An An Đường dữ Sư Sư Lý,
Tận đắc thừa ân nhập cấm thành.)
Tạm dịch:
Tống sử nêu cao người học đạo,
Phong lưu thiên tử cũng đa tình.
An An Đường với Sư Sư Lý,
Đều được ơn vua đến Cấm thành.
Về cái chết của Lý Sư Sư, một số giai thoại viết:
Sau khi người Kim phá Biện Kinh, chủ soái quân Kim là Thát Lãn đòi tìm Sư Sư, nói: Chúa ta đã biết đến tên Sư Sư, tất phải bắt sống. Tìm nhiều ngày vẫn chưa thấy, bọn Trương Bang Xương dò theo tông tích, bắt được, đem hiến vào doanh trại quân Kim. Sư Sư liền mắng rằng: Ta chỉ là một kỹ nữ hèn kém, nhưng đã chịu ơn vua yêu mến, thì thà chết chứ không có lòng khác. Còn như các người, chức cao lộc hậu, triều đình nào có phụ bạc gì các người, mà các người lại tìm cách chém giết muôn dân, huỷ hoại tông miếu?. Nói rồi rút cây trâm trên đầu tự đâm vào cổ, nhưng không chết, bèn bẻ ra nuốt vào bụng mà chết. Tác giả cũng bình luận: Xem tiết tháo cuối đời của Sư Sư, lẫm liệt khác nào trang hiệp sĩ, không thể coi là kẻ phàm dung được!.
Hoàng Đình Giám đời Thanh trong Lâm Lang Bí thất Tùng thư cũng ca ngợi chuyện Lý Sư Sư tuẫn tiết vì nước: Sư Sư không chỉ nổi tiếng tài sắc một thời, mà xem tiết tháo quyên sinh khảng khái lúc sau cùng, chẳng khác bậc trượng phu lẫm liệt. Chỉ bất hạnh là phải hãm thâm vào chốn ti tiện, chẳng được vào nơi màn trướng quân cơ, để tranh nêu tên tuổi ở sử xanh.
Dù vậy, chi tiết này có nhiều người đặt nghi vấn: Xem chuyện này có thể thấy ngay đây là chuyện bịa đặt do người cuối đời Minh viết.. Lỗ Tấn cũng xếp cuốn ngoại truyện này vào thể loại truyện truyền kỳ, và biên tập vào Đường Tống truyền kỳ tập. Nhà viết kịch Tống Chi Đích nói: Những điều tác giả Lý Sư Sư ngoại truyện viết hoàn toàn là truyền kỳ, e rằng cảm khái nhiều hơn là sự thực. Có lẽ ông muốn mượn chuyện trung nghĩa của Sư Sư để chê trách thời thế bấy giờ mà thôi.
Một giai thoại khác kể rằng Lý Sư Sư bị quân Kim bắt làm tù binh đưa về phương bắc, ép gả cho một tên lính già ốm bệnh, kết thúc cuộc đời một cách nhục nhã
Hoặc có giai thoại kể Loạn Tĩnh Khang, Sư Sư chạy xuống phía nam, có người từng gặp cô ở vùng Hồ-Tương, thấy già nua tiều tụy, không còn phong thái như ngày trước, hay Khoảng niên hiệu Tĩnh Khang, Lý Sư Sư và bọn Triệu Nguyên Nô... đều bị tịch thu gia sản. Sư Sư lưu lạc đến đất Triết, sĩ đại phu đều mời đến nhà để nghe hát, nhưng đã tiều tụy, không còn phong thái như xưa. Trần Thầm trong Thủy hử hậu truyện cũng nói theo cách này, cho rằng đầu thời Nam Tống, Lý Sư Sư lưu lạc đến Lâm An ngụ cư dưới núi Cát Lĩnh bên Tây Hồ, vẫn sống bằng nghiệp xướng ca như cũ. Trong thoại bản Đại Tống Tuyên Hòa di sự, cũng có những ghi chép tương tự như trên, nhưng lại thêm vào mấy câu: sau lưu lạc đến vùng Hồ - Tương, làm vợ một khách buôn..
Có lẽ vì vậy mà Lưu Tử Huy thời Tống đã có bài thơ Biện Kinh ký sự thi (汴京記事詩 - Thơ ký sự Biện Kinh) như sau:
輦轂繁華事可傷
師師垂老過湖湘
縷金檀板今無色
一曲當年動帝王。
(Liễn cốc phồn hoa sự khả thương,
Sư Sư thùy lão quá Hồ Tương.
Lũ kim đàn bản kim vô sắc,
Nhất khúc đương niên động đế vương.)
Tạm dịch:
Xe ngựa phồn hoa chuyện khá thương,
Sư Sư già lão đến Hồ - Tương.
Áo vàng đàn phách nay đâu nhỉ,
Một khúc năm xưa động đế vương.
Những giai thoại có kết cục lưu lạc buồn đau của cuộc đời của danh kỷ tài hoa này nhằm phản ánh tâm tư trắc ẩn của chính tác giả.